# Ferry Cross the Mersey
Ferry Cross the Mersey is een lied geschreven door de Britse zanger Gerry Marsden. De Mersey is een rivier in het noordwesten van Engeland, die bij Liverpool uitmondt in de Ierse Zee. Zijn band Gerry and the Pacemakers bracht het nummer eind 1964 uit in het Verenigd Koninkrijk, waar het de achtste positie in de hitlijst behaalde. Het jaar erna werd het nummer in de Verenigde Staten uitgebracht en bereikte daar de zesde plek. Het nummer komt uit de gelijknamige film. Halverwege de jaren negentig werd een musical uitgebracht over de merseybeat-dagen van Marsden. Deze musical werd vernoemd naar dit lied en speelde in het VK, Australië en Canada.

## NPO Radio 2 Top 2000
| Nummer met noteringen in de NPO Radio 2 Top 2000 | '99  | '00 | '01 | '02  | '03  | '04  | '05  | '06  | '07 | '08  | '09  | '10  | '11  |
| ------------------------------------------------ | ---- | --- | --- | ---- | ---- | ---- | ---- | ---- | --- | ---- | ---- | ---- | ---- |
| Ferry Cross the Mersey                           | 1125 | 983 | 852 | 1392 | 1168 | 1607 | 1574 | 1858 | -   | 1810 | 1922 | 1913 | 1991 |

1. ↑  Een '-' betekent dat het nummer niet was genoteerd en een vetgedrukt getal geeft de hoogste notering aan.
2. ↑  Deze tabel is bijgewerkt tot en met de laatste editie (2024).

## Versie uit 1989
In mei 1989 werd een benefietversie van "Ferry Cross the Mersey" uitgebracht ten behoeve van de slachtoffers van de ramp in Hillsborough waarbij 95 Liverpoolfans omkwamen. Het nummer is opgenomen door een aantal artiesten uit Liverpool, waaronder The Christians, Holly Johnson, Paul McCartney, Gerry Marsden en Stock Aitken Waterman. Deze single bereikte de nummer 1-positie in de Britse en Ierse hitlijsten. Ook in verschillende andere Europese landen werd het een hit.

## Andere coverversies
- Frankie Goes to Hollywood nam een cover op van "Ferry Cross the Mersey" voor de B-kant van de 12-inch single "Relax", uitgebracht in oktober 1983. Het nummer staat ook op verscheidene compilaties van de band.
- De Canadese populaire muzikant Burton Cummings (van The Guess Who) nam een soloversie op op zijn livealbum Up Close and Alone uit 1997.
- In 2003 nam Pat Metheny een instrumentale cover van het nummer voor zijn akoestische album One Quiet Night op.
- De Duitse punkrockband Die Toten Hosen bracht in 2020 een coverversie uit op hun album "Learning English Lesson 3 - Mersey Beat!".